# Dance to the Radio
Dance to the Radio est un label indépendant britannique de rock, basé à Leeds, en Angleterre, fondé en 2004.

## Histoire
Dance to the Radio est fondé en 2004. Il est nommé d'après le refrain de la chanson Transmission de Joy Division. Le label est lancé avec la sortie d'un album compilation Dance to the Radio: Leeds lors d'un événement éponyme à Leeds en mars 2005. Le label a été présenté plusieurs fois dans le NME, Drowned in Sound, et dans Artrocker en tant que succès notable de l'éthique DIY dans la culture indépendante contemporaine.
Le label obtient son plus grand succès avec The Pigeon Detectives et son premier album Wait for Me, entré dans les charts britanniques à la 3e place et disque de platine avec plus de 300 000 exemplaires vendus[réf. nécessaire]. Le groupe et le label connaissent de nouveau le succès avec Emergency, le deuxième album.
Après 2013, Dance to the Radio continue à gérer une scène au Leeds Festival, mais aucun nouveau disque n'est publié jusqu'à ce que le label soit relancé en 2016 en association avec The Orchard et Sony Label Services. Dance to the Radio a également créé une entité d'édition en partenariat avec Sentric Music Publishing et était également la branche de gestion d'artistes du Futuresound Group à Leeds jusqu'à ce qu'il soit rebaptisé fam. (Futuresound Artist Management).
En 2017, le label sort une nouvelle musique de The Pigeon Detectives, et signe de nouveaux actes britanniques : FLING, Dead Naked Hippies, Far Caspian, Tallsaint, Leo Cosmos, Low Hummer et Jake Whiskin.
En 2020, Futuresound (la société de gestion d'artistes et de festivals, connue pour les festivals Last Time Out et Get Together dans le Yorkshire), relance le label frère Slam Dunk Records, à l'origine le label sur lequel You Me at Six était signé et une maison de disques qui partage son nom avec leur festival rock indépendant et alternatif Slam Dunk. En 2022, Dance to the Radio a signé avec Ellur, une jeune fille de 20 ans qui fait de l'indie pop, aux côtés de Sfven et de l'auteur-compositeur-interprète écossais Tommy Ashby,.

## Groupes et artistes
- ¡Forward, Russia!
- Airship
- Bear Hands
- Bear in Heaven
- Blood Red Shoes
- Broken Records
- Chickenhawk
- Dinosaur Pile-Up
- Get Cape, Wear Cape, Fly
- Grammatics
- Holy State
- ILiKETRAiNS
- Shut Your Eyes and You'll Burst Into Flames
- Sky Larkin
- Spectrals
- The Neat
- The Pigeon Detectives
- The Wallbirds
- This Et Al
- Wild Beasts
- Wintermute
- Yes Boss